# Loma Larga, Santiago Tlazoyaltepec
Loma Larga är en ort i Mexiko.   Den ligger i kommunen Santiago Tlazoyaltepec och delstaten Oaxaca, i den sydöstra delen av landet, 400 km sydost om huvudstaden Mexico City. Loma Larga ligger 2 815 meter över havet och antalet invånare är 198.
Terrängen runt Loma Larga är huvudsakligen kuperad, men norrut är den bergig. Loma Larga ligger uppe på en höjd. Runt Loma Larga är det ganska glesbefolkat, med 26 invånare per kvadratkilometer. Närmaste större samhälle är Villa de Zaachila, 19,5 km öster om Loma Larga. I omgivningarna runt Loma Larga växer i huvudsak blandskog.